# Mairé
Mairé – miejscowość i gmina we Francji, w regionie Nowa Akwitania, w departamencie Vienne.
Według danych na rok 1990 gminę zamieszkiwały 174 osoby, a gęstość zaludnienia wynosiła 8 osób/km² (wśród 1467 gmin regionu Poitou-Charentes, Mairé plasuje się na 821. miejscu pod względem liczby ludności, natomiast pod względem powierzchni na miejscu 341.).